# Thomas Conrad Porter
Thomas Conrad Porter (Alexandria, Pensilvania; 22 de enero o 22 de noviembre de 1822 - 27 de abril de 1901) fue un religioso, botánico, agrónomo, docente estadounidense. En 1840, se graduó en la Universidad Lafayette, en Easton, Pensilvania. Y en el Seminario Teológico de Princeton en 1843, y obtuvo licencia para predicar en 1844. En 1846 fue pastor de una iglesia presbiteriana en Monticello, Georgia, y en 1848 se hizo cargo de la recién organizada Iglesia Reformada 2ª Alemana, en Reading, Pensilvania.
En 1849 renunció, para convertirse en profesor de ciencias naturales en la Universidad Marshall, Mercersburg, Pensilvania, trabajando en la misma cátedra, siendo trasladado a Lancaster y consolidándose en la Universidad de Franklin en 1853, y fue secretario de la Junta de síndicos hasta 1866, cuando renunció para convertirse en profesor de botánica y zoología en Lafayette, cargo que mantuvo hasta 1888. En 1877 se convirtió en pastor de la Tercera Iglesia Reformada de esa ciudad, cargo que renunció en 1884. Rutgers le dio el grado de doctor en 1865, y las de Franklin y Marshall de Ph.D. en 1880.
Su herbario obra en poder de la universidad Lafayette.

## Algunas publicaciones
Sus informes en relación con las colecciones del Dr. Fernando V. Hayden, en las Montañas Rocosas en 1870, fueron publicados por el gobierno, y una de ellas Sinopsis de la Flora de Colorado, elaborado con el profesor John M. Coulter, se publicó en un volumen separado (198 pp. Washington, 1874). También proporcionó un resumen de la flora del estado para Gray Atlas Topográfico de Pennsylvania (Filadelfia, 1872), y Topografía de Gray Atlas de los Estados Unidos (1873).
Además de las contribuciones a la Revisión de Mercersburg, publicó una versión en prosa de Goethe Hermann und Dorothea (168 pp. Nueva York, 1854), traducida La Vida y trabajos de San Agustín, del alemán Dr. Philip Schaff (Nueva York, 1854-5), y La vida y obra de Ulrico Zwinglio, del alemán de Hottinger (Harrisburg, 1857), y contribuyó con varios himnos del alemán y del latín para el Dr. Philip Schaff de Cristo en la canción (Nueva York, 1868).

### Libros
- 1903. Flora of Pennsylvania. Ed. Ginn & Co. 362 pp. Reimpreso por Kessinger Publ. 2010. 384 pp. ISBN 1-164-64811-X

## Reconocimientos
Miembro de varias sociedades científicas, y fue fundador y primer presidente de la sociedad Linneana del condado de Lancaster, Pensilvania

## Eponimia
Género
- (Rubiaceae) Porteria Hook.[1]

Especies
- (Euphorbiaceae) Chamaesyce porteriana Small[2]
- (Euphorbiaceae) Euphorbia porteriana (Small) Oudejans[3]
- (Myrsinaceae) Myrsine porteriana Wall. ex A.DC.[4]
- (Myrsinaceae) Rapanea porteriana (Wall. ex A.DC.) Mez[5]
- (Solanaceae) Lycianthes porteriana D 'Arcy[6]
- (Violaceae) Viola porteriana Pollard[7]